# Волково (Челябінська область)
Волково (рос. Волково) — селище у Ашинському районі Челябінської області Російської Федерації.
Входить до складу муніципального утворення Міньярське міське поселення. Населення становить 111 осіб (2017).

## Історія
Від 12 листопада 1960 року належить до Ашинського району, утвореного на місці ліквідованого Міньярського району Челябінської області.
Згідно із законом від 9 липня 2004 року органом місцевого самоврядування є Міньярське міське поселення.

## Населення
| 2002 | 2010 | 2011 | 2012 | 2013 | 2014 | 2015 |
| ---- | ---- | ---- | ---- | ---- | ---- | ---- |
| 219  | ↘130 | →130 | ↘124 | ↘123 | ↘119 | ↘112 |
| 2016 | 2017 |      |      |      |      |      |
| →112 | ↘111 |      |      |      |      |      |